# Silver (hästfärg)

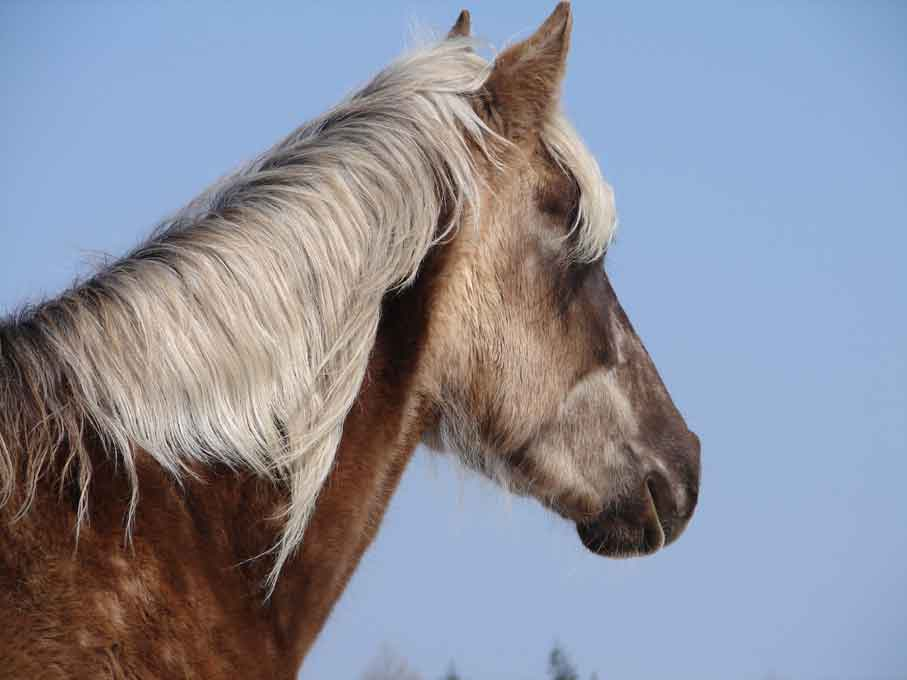
Silversvart Rocky Mountainponny

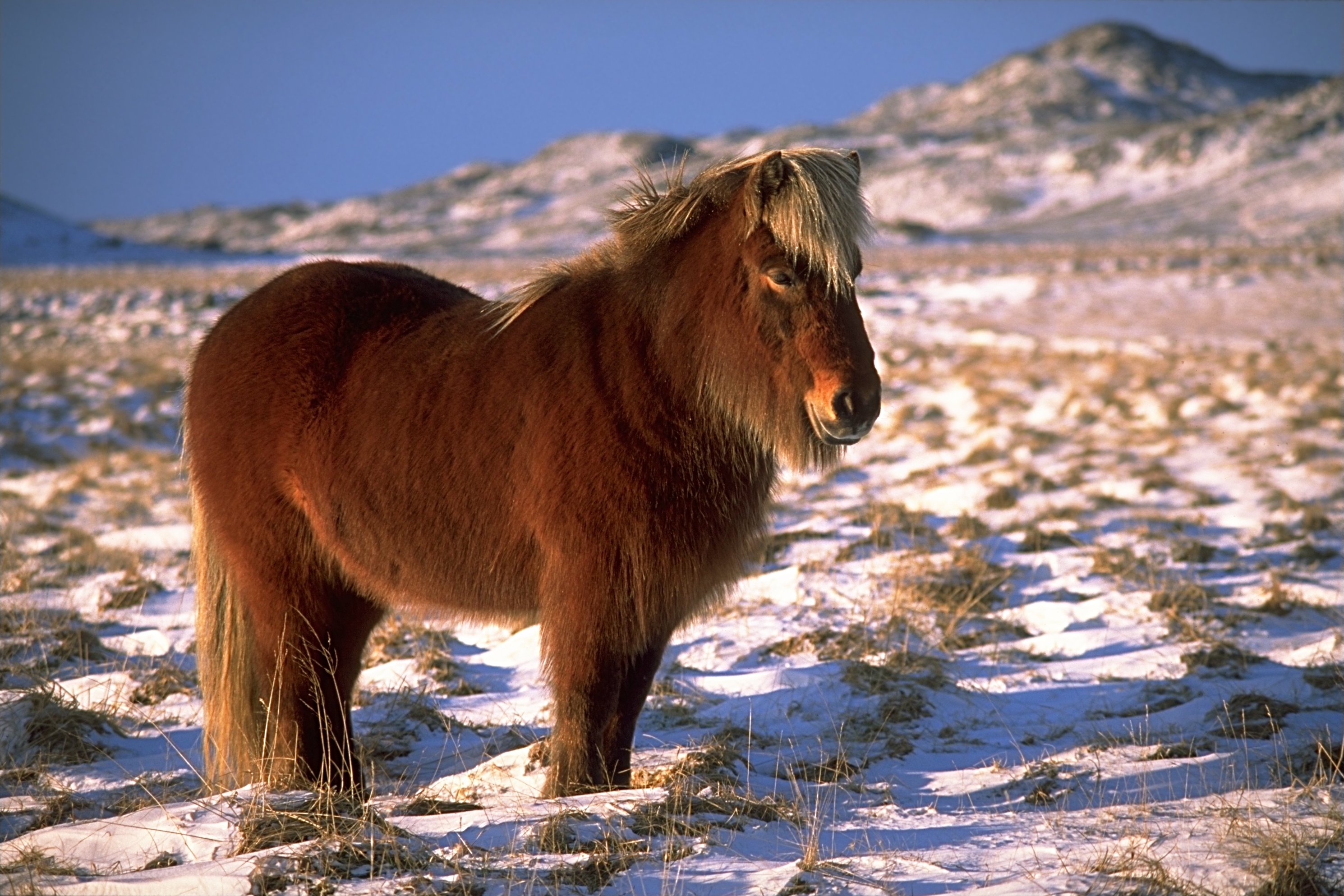
Silverbrun Islandshäst med chokladbruna ben

Silver är en hästfärg som är vanlig bland islandshästarna.
En silversvart häst är blekt till brun och ljusgul/grå i hårremmen, och gråvit (silver) i man och svans.
Silverbruna hästar har ljus, ibland nästan vit man och svans och ben som är mörkare än kroppen, dock inte helt svarta.
Silver kan kombineras med andra färger också, till exempel black och skäck men det är ännu mer ovanligt än brun och svart

## Genetik
Silvergenen (Z) påverkar enbart den svarta färgen på en häst och bleker den till silver, ljusgult, eller chokladbrun. En fux (och rödbaserade färger som till exempel palomino och cremello) kan bära på silvergenen utan att det syns, eftersom den röda färgen inte kan blekas av silvergenen. På skimlar syns inte heller anlaget när hästen ljusnar med åren. 

## Övrigt
Rocky Mountain häst är en ras som ofta är silverfärgad. Inom rasen benämns färgen ofta som "chocholate". Silverfärgade islandshästar kallas ofta (något felaktigt) för vindótt. Det isländska namnet är móvindóttur. apelkastning förekommer ibland i stora kvantiteter på silversvarta hästar, vilket gett upphov till det engelska namnet silver dapple.
Silverbrun kan skiljas från flaxfux genom de mörka benen, och från silversvart då även pälsen på kroppen är blekt av genen och då är ljusare i vissa områden.